# جنگ سرد (اصطلاح)
جنگ سرد نوعی درگیری میان ملت‌هاست که موجب فعالیت نظامی مستقیم نمی‌شود اما در درجه نخست فعالیت‌های اقتصادی و سیاسی، تبلیغاتی، اعمال جاسوسی یا جنگ نیابتی را به همراه دارد که توسط جایگزین‌ها یا نایب‌هایی انجام می‌شود. این اصطلاح معمولاً برای اشاره به جنگ سرد ایالات متحده آمریکا و شوروی استفاده می‌شود. جایگزین‌ها معمولاً ایالت‌ها، کشورها یا سازمان‌هایی‌اند که دولت تابع کشورهای دشمن هستند، یعنی ملت‌هایی که تحت نفوذ سیاسی یا متحد با آن‌ها هستد. مخالفان در جنگ سرد اغلب کمک‌های اقتصادی یا نظامی مانند سلاح، پشتیبانی تاکتیکی یا مشاوران نظامی را در اختیار کشورهایی که در درگیری کم‌تری با کشور دشمن هستند، می‌گذارند.

## نام
عبارت «جنگ سرد» پیش از سال ۱۹۴۵ به‌ندرت کاربرد داشت. برخی نویسندگان معتقدند که دون ژان مانوئل اسپانیایی در قرن چهاردهم، برای نخستین بار آن را (در زبان اسپانیایی) هنگام برخورد با درگیری میان مسیحیت و اسلام به عنوان «جنگ سرد» به شکل اصطلاح به کار برد. هرچند او از واژهٔ «خفیف» به جای «سرد» استفاده کرده بود اما واژهٔ «سرد» اولین بار در ترجمه‌ای اشتباه در قرن نوزدهم پدید آمد.
در پایان جنگ جهانی دوم، جورج اورول از این اصطلاح در مقاله «شما و بمب اتمی» که در ۱۹ اکتبر ۱۹۴۵ در روزنامه بریتانیایی تریبون منتشر شد استفاده کرد. او جهانی را در نظر داشت که در سایه تهدید جنگ هسته‌ای زندگی می‌کند، دربارهٔ «صلحی که صلح نیست» هشدار داد که آن را «جنگ سرد» نامید. اورول به مستقیماً به این جنگ به عنوان درگیری ایدئولوژیک بین اتحاد جماهیر شوروی و قدرت‌های غربی اشاره کرد. علاوه بر این، اورل در ۱۰ مارس ۱۹۴۶ در روزنامهٔ آبزرور نوشت «پس از کنفرانس مسکو در دسامبر گذشته، روسیه شروع به ایجاد «جنگ سرد» در بریتانیا و امپراتوری بریتانیا کرده است.»

## تنش‌هایی که جنگ سرد نامیده شده‌اند
پس از جنگ سرد ایالات متحده و اتحاد جماهیر شوروی (۱۹۴۷–۱۹۹۱)، تعدادی از تنش‌های جهانی و منطقه‌ای نیز «جنگ سرد» نامیده شده است.

### جنگ سرد دوم
جنگ سرد دوم که نیز با نام جنگ سرد جدید و جنگ سرد ۲٫۰ شناخته می‌شود، اشاره به تجدید تنش وضعیت سیاسی و نظامی بین قدرت‌های جغرافیای سیاسی است که در یک جبهه آن روسیه یا چین قرار دارد در حالی که رهبری جبهه دیگر با ایالات متحده آمریکا یا ناتو می‌باشد. این تنش‌ها شبیه به تنش‌های دوره جنگ سرد است که در آن بلوک غرب به رهبری ایالات متحده آمریکا در برابر بلوک شرق به رهبری اتحاد جماهیر شوروی که اکنون به روسیه تبدیل شده، قرار داشتند.

### خاورمیانه
بلال صعب یکی از اعضای شورای آتلانتیک، پریموز منفردا نویسندهٔ دات‌دش سید حسین موسویان محقق ایرانی، سینا طوسی محقق دانشگاه پرینستون، کیم گاتاس روزنامه‌نگار، یوچی دریزن روزنامه‌نگار فارن پالیسی، سلطان باراکات پژوهشگر نهاد بروکینگز و جاناتان برادر روزنامه‌نگار نیوزویک از اصطلاح «جنگ سرد» برای اشاره به تنش بین ایران و عربستان سعودی استفاده کرده‌اند. در فوریه ۲۰۱۶، یکی از استادان دانشگاه اصفهان، عبدالله امیدی، گمان‌هایی مبنی بر اینکه مناقشه بین ایران و عربستان سعودی در حال افزایش است را رد کرد.

### آسیای جنوبی
احسان اهری تحلیلگر، بروس ریدل نویسنده، سانجایا بارو تحلیلگر سیاسی و زیا میان عضو هیئت علمی دانشگاه پرینستون از سال ۲۰۰۲ اصطلاح جنگ سرد را برای اشاره به تنش‌های درازمدت هند و پاکستان که پیش از چندپارگی هند جزو راج بریتانیا بود، به کار برده‌اند.

### آسیای شرقی
ادوراد ا. اولسن عضو هیئت علمیهٔ مدرسه عالی نیروی دریایی، دیوید آلتون سیاستمدار بریتانیایی هاین اوکی پارک استاد دانشگاه یورک کانادا، دیوید سی. کنگ استاد دانشگاه کالیفرنیای جنوبی از این اصطلاح برای اشاره به تنش‌های میان کره شمالی و جنوبی استفاده کردند.
گنگ یانشنگ سخنگوی وزارت دفاع چین، شانون تیزی نویسنده مجلهٔ آنلاین دیپلمات، سایمون تیسدال مقاله‌نویس گاردین برای اشاره به تنش‌های میان ژاپن و چین از این اصطلاح استفاده کردند. روزنامهٔ دولتی چین گلوبال تایمز می‌گوید «چین و ژاپن در وضعیتی از صلح سرد گیر کرده‌اند و باید از لغزش به جنگ سرد جلوگیری کنند.»

### چین و هند
عمران علی ساندانو از دانشگاه سند، آروپ ک. چاترجی از مدرسهٔ بین‌المللی حقوق جیندال، برتیل لینتنر خبرنگار، برونو مسیه نویسنده، پی. چایدمبرام وکیل و سیاستمدار، و برخی دیگر اصطلاحاتی مانند «جنگ سرد نو» را برای تنش‌های میان چین و هند به‌کار می‌برند.